# حسين العصفور
الشيخ حسين بن محمد بن أحمد آل عصفور الدرازي البحراني(القرن الثاني عشر الهجري ـ 1216 هـ). هو رجل دين وفقيه ومُحدِّث ومرجع ومُفسّر شيعي بحراني كان من كبار أعلام المدرسة الأخبارية - التي تختلف في بعض الأمور الاستنباطية عن المدرسة الأصولية -(1) في عصره. ويتناقل الشيعة قصصاً كثيرة عن قوة حفظه بل ويُضرب به المثل عندهم في قوة الحافظة. وله إجازات رواية من عن أبيه محمد وعن عميه عبد علي وصاحب الحدائق، وعمّه صاحب الحدائق بالذات ألّف كتاباً في إجازته لابن أخيه حسين مع ابن أخيه الآخر خلف بن عبد علي وأسماه لؤلؤة البحرين في الإجازة لقرتي العينين.

## تلامذته
أكثر المصادر التي ترجمت لحسين العصفور لم تُفصّل القول في تلامذته وإحصائهم، إلّا أن فاضل الزاكي (وهو رجل دين شيعي وأستاذ حوزوي بحراني معاصر) في كتابه تلامذة الشيخ حسين آل عصفور فعل وأحصى حوالي إثنين وثلاثين تلميذاً من تلامذته، وذكر بعض الأسماء التي يُدّعى أنها من تلامذته لكن لم يثبت عنها ذلك، ومن تلامذته:
| - أحمد بن حسين آل عصفور (ابنه). - أحمد بن زين الدين الأحسائي. - أحمد آل طوق القطيفي. - أحمد بن محمد آل عصفور. - حسن حسين آل عصفور. - حسين بن محمد الغريفي. - سليمان بن أحمد آل عبد الجبار. - عبد الرضا بن حسين آل عصفور. - عبد علي بن أحمد الجدعلاني. - عبد علي بن حسين آل عصفور. - عبد علي بن علي الخطيب التوبلي. | - عبد علي بن قضيب الخطي. - عبد القاهر بن حسين التوبلي. - عبد الله بن حسين آل عصفور. - عبد الله بن عباس الستري. - عبد الله بن محمد الحجري. - عبد الله بن يحيى الحكيم الجد حفصي. - عبد المحسن اللويمي. - علي بن إبراهيم البوري. - علي بن حسن البلادي. - علي بن حسين آل عصفور. - علي بن عبد الله البلادي. | - علي بن عبد الله الحكيم. - علي بن محمد الصالحي. - محمد بن إسماعيل الجد حفصي. - محمد بن حسين آل عصفور. - محمد بن خلف الستري. - محمد علي القطري البلادي. - محمد علي بن محمد الشويكي. - مرزوق بن محمد الشويكي. - موسى بن محمد آل عصفور. |

## مؤلفاته
له العديد من الكتب والمؤلّفات والمصنّفات في الفقه والكلام ووفيات المعصومين(2) وغيرها، ومن كتبه:
| - عيون الحقائق الناظرة في تتميم الحدائق الناضرة. هو تتميم للأبواب الناقصة من كتاب الحدائق الناضرة في أحكام العترة الطاهرة لمؤلفه يوسف البحراني (عمه)، جاء في وصف الكتاب في الذريعة للطهراني: ”شرع من أول النقص من الظهار إلى آخر الكفارات في مجلد، ثم العتق وما بعده في آخر“. وقد ضبط البلادي صاحب أنوار البدرين اسم الكتاب بهذه الطريقة الحقائق الفاخرة وليس الحقائق الناظرة. - النفحة القدسية في فقه الصلاة اليومية. يُنقل في بعض المصادر أنّ هذا الكتاب أملاه المؤّلف على أحد المقرّبين منه وكان كله من محفوظاته وأتمّه في ثلاثة أيام. - الرواشح السبحانية في شرح الكفاية الخراسانية. شرح لكتاب كفاية السبزواري في الفقه. وقد ضبط الطهراني اسم الكتاب هكذا الرواشح الربانية وليس الرواشح السبحانية. - مفاتيح الغيب والتبيان في تفسير القرآن. - الجنة الواقية في أحكام التقية. - الدرة الغراء في وفاة الزهراء. يحكي هذا الكتاب قصة وفاة فاطمة الزهراء وفقاً للمرويات الشيعية بسرد أدبي من المؤلف. - سداد العباد ورشاد العباد. هذا الكتاب هو الرسالة العملية للعصفور، وقد وصف آغا بزرگ الطهراني الكتاب في الذريعة فقال: ”متن جامع لفروع المسائل الفقهية، برز منه مجلد في العبادات ومن كتاب الحج غير الأسلوب وأتى بالاستدلالات على وجه متوسط بين الإيجاز والإطناب وبرز من المعاملات مجلد في المتاجر والمكاسب وطائفة من البيوع“. - السوانح النظرية شرح البداية الحرية مجلدان. - حاسمة القال والقيل في تحديد المثيل. | - الأنوار الوضية في شرح الأحكام الرضوية. شرح كتاب شرايع الدين الذي نسبه الشيعة إلى إمامهم الثامن علي بن موسى الرضا حيث ذكروا أنه كتبه للمأمون. - الفرحة الأنسية شرح النفحة القدسية. يقع هذا الكتاب في مجلدين. - الحدق النواظر في تتمة كتاب النوادر. هذا الكتاب تتميمٌ لكتاب النوادر لمؤلّفه الفيض الكاشاني ويقع في مجلدين. - إسكات أهل الاخفات وإخفات أهل الإسكات. - كشف اللثام في شرح أعلام الأنام بعلم الكلام. شرحٌ على كتاب أعلام الأنام بعلم الكلام لمؤلّفه سليمان الماحوزي وهو جده لأمه. - البراهين النظرية في أجوبة المسائل البصرية. - المحاسن النفسانية في أجوبة المسائل الخراسانية. - مريق الدموع في ليالي الأسبوع. - الفوادح الحسينية والقوادح البينية. يقع في جزئين لتعازي عشر المحرم، ومرتّب كترتيب كتاب المنتخب للطريحي. - مهيج الكمد في وفاة النبي محمد. - سحائب المصائب في وفاة الإمام علي بن أبي طالب. - أجوبة المسائل الشيرازية. - أجوبة المسائل القطيفية. |

## مقتله ومدفنه

مبنى المسجد بعد التجديد.

توفي ليلة الأحد 21 شوال سنة 1216 هـ في بلدة الشاخورة محل سكناه بالبحرين، وقبره بها مزور معروف. و قيل أنه قتل في وقعة حصلت بين أهل البحرين والخوارج. كما وقيل أن خارجيا ضربه بحربة مسمومة في ظهر قدمه، فمات منها.
يقع قبره في قرية الشاخورة (التي تبعد حوالي 8 كيلومتر غرب العاصمة المنامة)، وبُني مسجدٌ في ذلك الموقع، وقد تعرّض المسجد لعدة تجديدات فكان أول من بناه هو رجل الدين خلف العصفور (المتوفى سنة 1355 هـ)، واستمر حوالي 60 سنة ثم جدد بناؤه وأضيف إليه. وكان تحت رعاية سلمان بن يوسف محمد علي العصفور واستمر حوالي 30 سنة تقريبا ثم قام أيضا أحد وجهاء قرية الشاخورة بإضافة جديدة إليه تقدر 80 % تقريباً إلى أن تم هدمه في عام 1987 م، وافتتح عام 1988 م بحضور جمع غفير من رجال الدين.

## الهوامش
- 1 -
- 2 - بالإضافة إلى كتب ومهيج الكمد في وفاة النبي محمد، وسحائب المصائب في وفاة الإمام علي بن أبي طالب، والدُرّة الغرّاء في وفاة الزهراء، والفوادح الحسينية والقوادح البينية؛ فهناك كتب أخرى في وفيات المعصومين، وهي: كتاب في وفاة الحسن، وكتاب في وفاة زين العابدين، وكتاب في وفاة محمد الباقر، وكتاب في وفاة جعفر الصادق، وكتاب في وفاة موسى الكاظم، وكتاب في وفاة علي الرضا، وكتاب في وفاة محمد الجواد، وكتاب في وفاة علي الهادي، وكتاب في وفاة الحسن العسكري، وكل واحدٍ من هذه الكتب له اسمٌ مستقل وقد حكى ذلك البلادي دون أن يُسمّي أسماء هذه الكتب، وذكر بأن كل هذه الكتب عنده.[55]